# デュッセルドルフ空港
デュッセルドルフ空港（デュッセルドルフくうこう、Flughafen Düsseldorf, Düsseldorf Airport）は、ドイツ・ノルトライン＝ヴェストファーレン州の州都デュッセルドルフにある国際空港である。

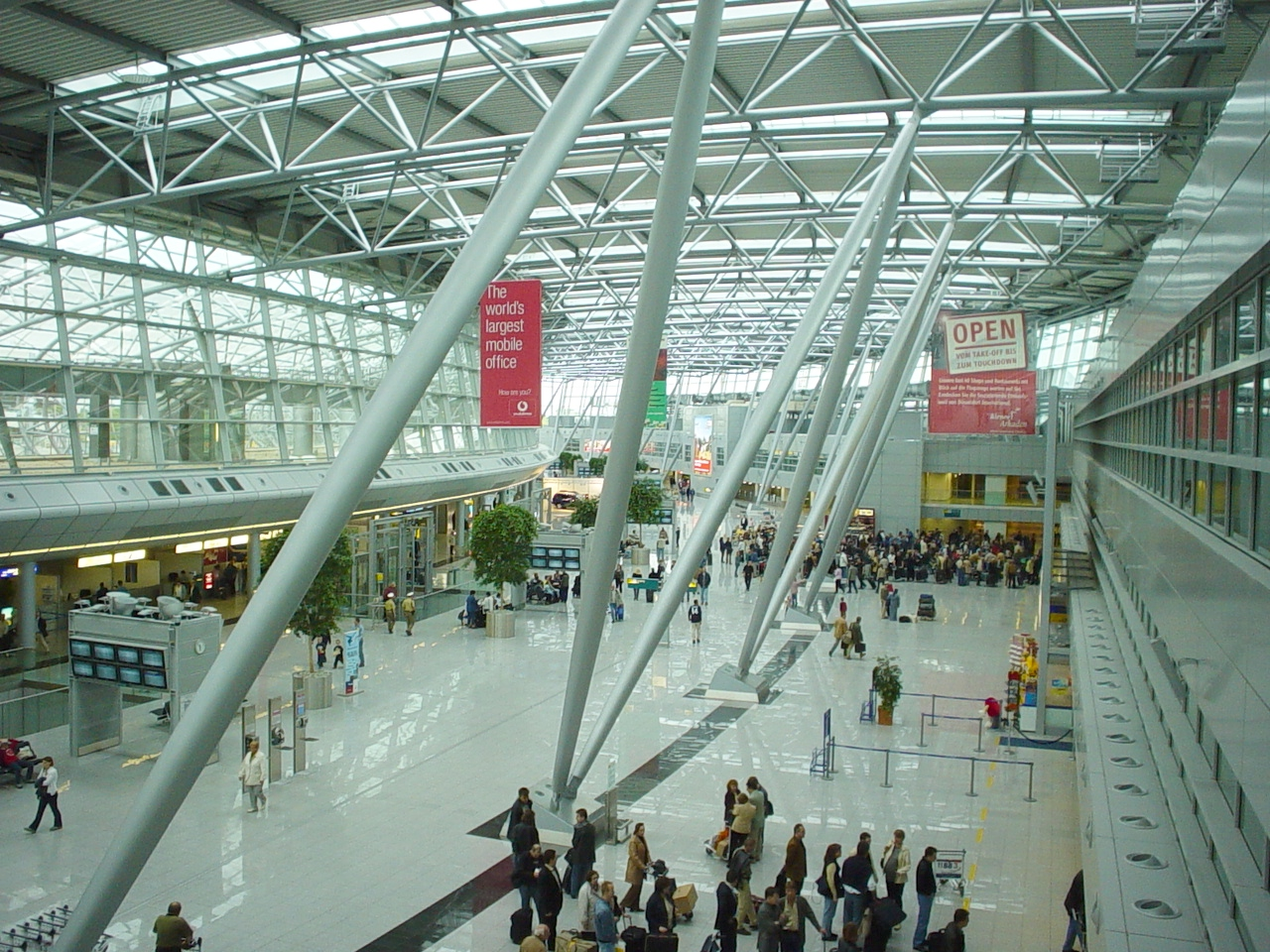
空港ロビー

## 概要
ノルトライン＝ヴェストファーレン州で最も大きな空港で、デュッセルドルフ中心部の7Km北に立地する。2024年度の利用者数は2000万人を超えており、フランクフルト空港、ミュンヘン空港、ベルリン・ブランデンブルク国際空港に次いでドイツで4番目に利用者が多い空港である。（2022年以前はベルリン空港より多く、第三位だった）格安航空会社のユーロウイングスがハブとしている。ヨーロッパ全域に加え、アフリカ、中東、北米などを結ぶ便が運航されている。
日本への路線としては、1990年代初めまで日本航空がボーイング747で東京/成田からアンカレッジ経由で就航していた。2011年10月には、ルフトハンザドイツ航空が2013年6月1日から東京/成田線を就航させる予定であることが報じられたが、後に中止された（ルフトハンザ航空ニュースリリース（英語）より）。また全日本空輸は2020年まで東京/成田便を就航させていたが、新型コロナウィルス感染症の影響で運行休止となって以降、就航再開していない。
キャセイパシフィック航空が香港線を2015年9月1日から就航開始。シンガポール航空がシンガポール線を2016年7月21日から就航開始。

## 歴史

### 開港
1927年 : デュッセルドルフ空港が開港した。1929年より、サベナ・ベルギー航空によってブリュッセル-アントワープ-デュッセルドルフ-ハンブルク間で最初の国際線が運航された。第二次世界大戦が発生し、空港の民間使用は1939年9月に停止し、空港は軍によって使用された。

### 発展・拡大
終戦後、1948年に民間利用が再開され、この地域がイギリスの管理下にあったため、英国欧州航空のロンドン線が就航した。1955年4月1日、ルフトハンザはフランクフルト、ミュンヘン間の運航を開始した。1959年より、スカンジナビア航空のコペンハーゲン-ハルツーム線で初めてジェット機が運航されるようになった。1961年、LTUはケルン・ボン空港から本拠地を移した。同年、初めて利用者が100万人を突破した。

### 空港の火災事故
（詳細のドイツ語wikiへのリンク→de）
1996年4月11日、ターミナルAの到着エリアの前の高架道路での溶接作業が原因で、空港で火災が発生した。防火構造、防火設備が不十分だったため、火災、煙が急速に広がり、空港の乗客エリアの大部分が破壊された。17人が死亡したが、そのほとんどが煙の吸入によるもので、さらに多くの人が入院した。ターミナルAとターミナルBは完全に再構築する必要があるほど破壊された。
1997年11月、唯一使用可能だったターミナルCは全面的に改築され、3つの軽量建設ホールが出発エリアとして使用された。また、1997年には、空港の東端にある新しい都市間鉄道駅の建設が始まった。1998年、再建されたターミナルAが再開され、空港の名前が「ライン・ルール空港 (Rhine Ruhr airport)」から「デュッセルドルフ国際空港 (Flughafen Düsseldorf International)」に改称された。同年、中央ビルとターミナルBの建て替えが開始された。

### 再建・発展
デュッセルドルフ空港駅は2000年5月に開業し、毎日300本の列車が発着する。同年、1,600万人の乗客が空港を利用した。新しい出発ホールとターミナルBは、2年半の建設期間を経て2001年7月にオープンした。2006年11月12日、エアバスA380型機1号機がルフトハンザのプロモーションフライトの一環として着陸した。
2013年、「デュッセルドルフ国際空港」から「デュッセルドルフ空港 (Flughafen Düsseldorf)」に改称し、空港ロゴも一新した。
2015年5月、3つのジェットブリッジを備えた駐機場、拡張された誘導路、新しいグランドハンドリング機器など、エアバスA380に対応した新しい施設を建設し、2015年7月より、エミレーツ航空が、ドバイ線にエアバスA380を投入すると発表した。2015年6月、ルフトハンザは、デュッセルドルフ空港の長距離路線から2015年10月までに撤退すると発表した。一方、2018年2月、ユーロウィングスは、ケルン・ボン空港から現在運航しているすべての長距離路線を、2018年10月下旬までデュッセルドルフに移転し、デュッセルドルフでのプレゼンスを強化すると発表した。2018年3月、ルフトハンザは、2019年3月を最後に、デュッセルドルフ空港の拠点を閉鎖すると発表した。また、2018年11月、ライアンエアーはもデュッセルドルフの拠点をわずか1年で閉鎖すると発表した。
2020年8月、デルタ航空はCOVID-19のパンデミックにより、アトランタ路線を運航中止した。2023年5月9日からアトランタ発着の週3便の運航を再開しましたが、夏季のみの季節限定となった。なお、デルタ航空は、2023年9月に、利用者が少ないため、季節運航も取りやめると発表した。
同様に、2020年9月、シンガポール航空はシンガポールへの路線を無期限運休した。

## 就航航空会社
コードシェア・季節運航も含む
- ユーロウイングス
- ルフトハンザドイツ航空
- コンドル航空
- TUIフライ・ドイッチュラント
- ハーンエア
- ターキッシュ エアラインズ
- ペガサス航空
- アトラスグローバル
- サンエクスプレス
- コレンドン航空
- フリーバード航空
- オヌールエアー
- テイルウィンド航空
- アエロフロート・ロシア航空
- S7航空
- ロシア航空
- ノードウィンド航空
- ブリティッシュ・エアウェイズ
- イージージェット
- Jet2.com
- イベリア航空
- エア・ヨーロッパ
- KLMオランダ航空
- トランサヴィア
- エールフランス
- オップ!
- エジプト航空
- カイロ航空
- チュニスエア
- ヌーベル航空
- ITAエアウェイズ
- エア・ドロミティ
- スカンジナビア航空
- フィンエアー
- ノルウェー・エアシャトル
- LOTポーランド航空
- エア・バルティック
- オーストリア航空
- チェコ航空
- TUIフライ・ベルギー
- アイスランド航空
- スイス インターナショナル エアラインズ
- エアリンガス
- エーゲ航空
- アフリキヤ航空
- ロイヤル・エア・モロッコ
- サン・ドール
- マルタ航空
- TAPポルトガル航空
- Bulgarian Air Charter
- クロアチア航空
- デルタ航空
- 中国国際航空
- キャセイパシフィック航空

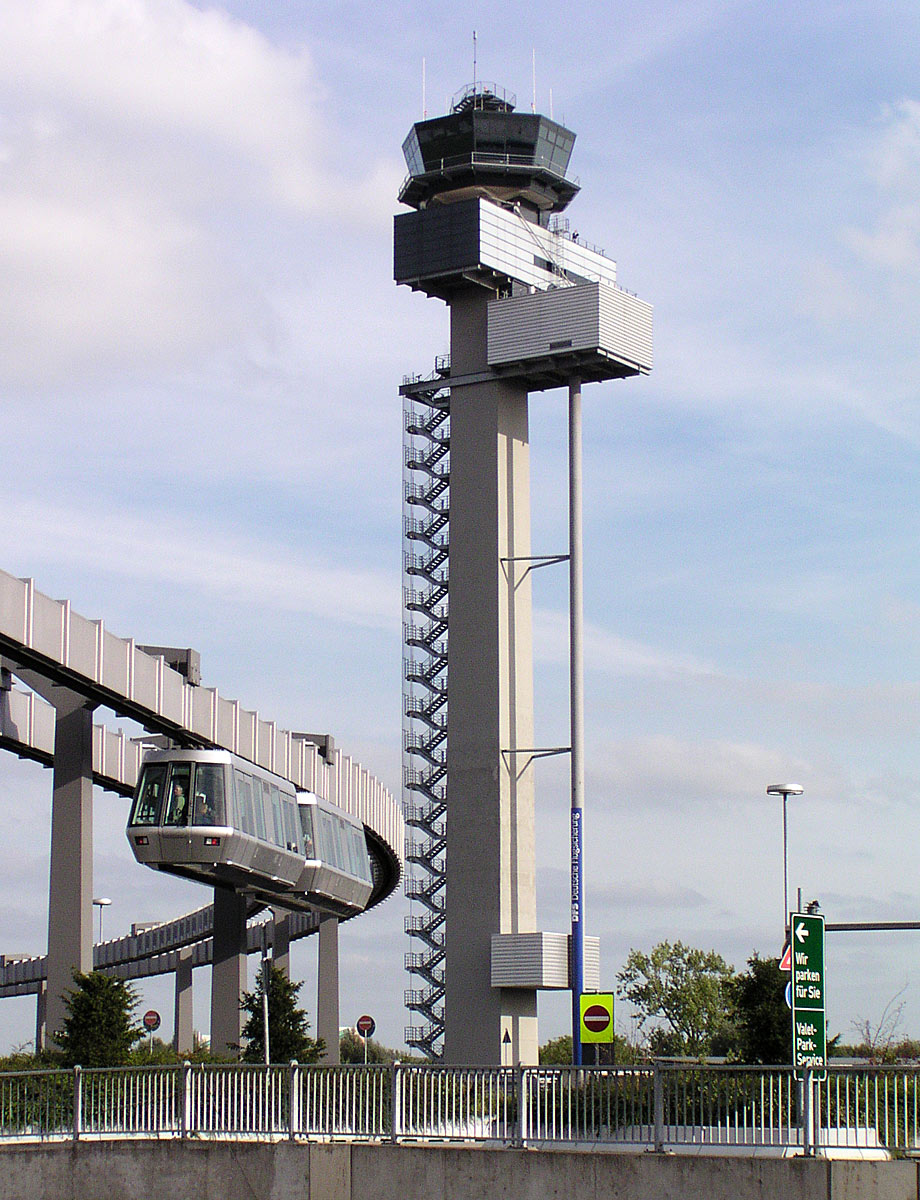
管制塔とモノレール

- タイ国際航空
- シンガポール航空
- エミレーツ航空
- エア・セルビア
- マーハーン航空
- ウクライナ国際航空
- モンテネグロ航空

## アクセス

### 鉄道
Sバーンのデュッセルドルフ空港ターミナル駅とICEやタリスなど長距離列車も停車するデュッセルドルフ空港駅がある。
- ライン＝ルールSバーン11号線で空港ターミナル駅からデュッセルドルフ中央駅まで約20分、2.7ユーロ
- スカイトレインのターミナルC駅（Sバーンの空港ターミナルと接続）またはターミナルA/B駅から空港駅でレギオナルエクスプレスに乗換えて中央駅まで5分、またはSバーン1号線で10分強。

## 周辺
- アウトバーン44 : アウトバーンの路線の一つ。アラーム･フォー･コブラ11のロケ地になった。
- ライン＝ルールSバーン